# Шардома
Шардома (от горномар. Шарды, лосиная) — река в России, протекает по Пудожскому району Карелии. Устье реки находится в 20 км от устья Жилая Тамбиц по правому берегу. Длина реки составляет 15 км. Высота истока — 166,2 м над уровнем моря. Высота устья — 133,8 м над уровнем моря.

## Данные водного реестра
По данным государственного водного реестра России относится к Балтийскому бассейновому округу, водохозяйственный участок реки — Бассейн Онежского озера без рр. Шуя, Суна, Водла и Вытегра, речной подбассейн реки — Свирь (включая реки бассейна Онежского озера). Относится к речному бассейну реки Нева (включая бассейны рек Онежского и Ладожского озера).
Код объекта в государственном водном реестре — 01040100612102000016034.